# かわじま呉汁
かわじま呉汁（かわじまごじる）は、埼玉県比企郡川島町で販売されているご当地グルメである。

## 概要
川島町で昔より食されてきた呉汁を商工会が食文化の継承と地域活性化のためにオリジナル料理として開発し、ご当地グルメとした。呉汁に里芋のずいき（いもがら）を入れるのが特徴である。川島町商工会では提供店に下記を義務付けている。
- 国産の生の大豆を使用。（水煮や遺伝子組み換え大豆は使用しない）
- 農村の保存食「いもがら」を提供。
- 土鍋か鉄鍋で提供。
- 必ず野菜を10種類以上使用。

## 参考
- 郷土料理 すったて かわじま呉汁 || 都会に一番近い農村 埼玉県川島町